# دارين روبرتس
دارين روبرتس (بالإنجليزية: Darren Roberts)‏ (12 أكتوبر 1969 ببرمنغهام في المملكة المتحدة - ) هو لاعب كرة قدم بريطاني في مركز الهجوم. لعب مع نادي بيتربورو يونايتد ونادي بيرتن ألبيون ونادي تشيسترفيلد ونادي دونكاستر روفرز ووولفرهامبتون واندررز ونادي سكاربورو ووركشوب تاون ‏ وBelper Town F.C. ‏ وKidsgrove Athletic F.C. ‏ وSutton Coldfield Town F.C. ‏ ونادي بارو ونادي هيرفورد ونادي تاموورث وFarsley Celtic F.C. ‏ ونادي إكزتر سيتي وGlapwell F.C. ‏ ودارلينجتون إف سى.

## وصلات خارجية
- دارين روبرتس على موقع قاعدة بيانات كرة القدم.إي يو (الإنجليزية)
- دارين روبرتس على موقع Soccerbase.com (لاعب) (الإنجليزية)